# Repubblica di Lemko-Rusyn
La Repubblica di Lemko-Rusyn o Ruska Narodna Respublika Lemkiv è stata fondata a Florynka il 5 dicembre 1918, a seguito della Prima guerra mondiale, dopo lo scioglimento dell'Austria-Ungheria. Fu uno stato ucraino russofilo, che originariamente aveva l'intento di unificazione con una Russia democratica, e si oppose all'unione con la Repubblica Nazionale dell'Ucraina Occidentale; fino a quel momento tale territorio austro-ungarico confinava con la Russia, padrona della Polonia. Non essendo stata possibile l'unione con la Russia (data l'indipendenza della Polonia), si è tentato l'unione alla Rutenia carpatica sulle pendici meridionali del Carpazi come provincia autonoma della Cecoslovacchia. La repubblica era guidata dal Presidente del Consiglio Nazionale Centrale, il medico Jaroslav Kacmarcyk. Fu invasa dall'esercito polacco nel marzo del 1920. Il suo destino è stato suggellato dalla pace di Riga più tardi in quello stesso anno.
Questo Stato dovrebbe essere distinto da quello di breve durata della Repubblica di Komańcza, posto più ad oriente. Questo è stato un piccolo stato ucrainofilo, che esistette dal novembre del 1918 al 23 gennaio 1919.